# 蒙西 (伊利諾伊州)
蒙西（英語：Muncie）是位於美國伊利諾伊州弗米利恩縣的一個村落。

## 地理
蒙西的座標為40°06′54″N 87°50′43″W / 40.11500°N 87.84528°W，而該地最高點為海拔高度197米（即646英尺）。

## 人口
根據2010年美國人口普查的數據，蒙西的面積為0.46平方千米，當中陸地面積為0.46平方千米，而水域面積為0.00平方千米。當地共有人口146人，而人口密度為每平方千米317人。